# Нётер, Макс
Макс Нётер (24 сентября 1844 — 13 декабря 1921) — немецкий математик, работавший в области алгебраической геометрии и теории алгебраических функций. Отец Эмми Нётер.

## Биография
Макс Нётер родился в Мангейме в 1844 году в еврейской семье, занимавшейся оптовой торговлей оборудованием. Его дед Элиас Самюэль основал бизнес в Брухзале в 1797 году. В 1809 году Великий Герцог Бадена издал «Эдикт о толерантности», по которому немецкая наследственная фамилия присваивалась каждому мужчине-главе еврейской семьи. Элиас Самюэль выбрал фамилию Нётер, и, как часть христианизации имён, их сын Герц (отец Макса) стал Германом. Макс был третьим из пяти детей. Женой Германа была Амалия Вюрцбергер.
В возрасте 14 лет Макс заболел полиомиелитом, и его эффекты сказывались на нём на протяжении всей жизни. Он самостоятельно изучил высшую математику и поступил в Гейдельбергский университет в 1865 году. Он работал на факультете несколько лет, а в 1888 году перешёл в Эрлангенский университет. Там он участвовал в основании алгебраической геометрии как области математики.
В 1880 году он женился на Амалии Кауфман, также происходившей из богатой еврейской купеческой семьи. Через два года у них родилась дочь, названная Амалией («Эмми») в честь матери. Эмми Нётер стала одной из центральных фигур в общей алгебре. В 1883 году у них родился сын Альфред, который изучал химию и умер в 1918 году. Их третий ребёнок — Фриц — родился в 1884 году. Как и Эмми Нётер, Фриц Нётер стал известным математиком. Мало известно о их четвёртом ребёнке, Густаве Роберте, родившемся в 1889 году. Он страдал от продолжительной болезни и умер в 1928 году.
Макс Нётер работал полным профессором в Эрлангене на протяжении многих лет и умер там 13 декабря 1921 года.

## Работа в алгебраической геометрии
Брилль и Макс Нётер разработали альтернативные доказательства с использованием алгебраических методов для большей части работ Римана по римановым поверхностям. В теории Брилля — Нётера они пошли дальше, оценив размерность пространства отображений степени d из алгебраической кривой в проективное пространство Pn. В бирациональной геометрии Нётер ввёл фундаментальную технику раздутия, чтобы доказать разрешение особенностей плоских кривых.
Макс Нётер сделал важный вклад в теорию алгебраических поверхностей. Формула Нётера была первым случаем теоремы Римана — Роха для поверхностей. Неравенство Нётера — одно из основных ограничений на дискретные инварианты поверхностей. Теорема Нётера — Лефшеца (доказанная Лефшецом) говорит, что группа Пикара очень общей поверхности степени по крайней мере 4 в P3 порождена ограничением линейного расслоения O(1).
Макс Нётер и Кастельнуово показали, что группа Кремоны бирациональных автоморфизмов комплексной проективной плоскости порождается «квадратичным преобразованием»
[x,y,z] ↦ [1/x, 1/y, 1/z]
вместе с группой PGL(3,C) автоморфизмов P2. Даже сегодня явные генераторы группы бирациональных автоморфизмов P3 не известны.